# Fosfodiesterază
Fosfodiesterază (PDE) este denumirea generică pentru fosfodiesterazele nucleotidelor ciclice, endonucleaze și alte enzime care catalizează hidroliza funcțiilor ester de la nivelul fosfodiesterilor. Fosfodiesteraza scindează legăturile de fosfodiester pentru a produce mononucleotide.

## Tipuri de fosfodiesterază
Există unsprezece izoforme distincte, care sunt localizate în mod diferit în țesuturile din corpul uman.

Au fost identificate 11 tipuri de fosfodiesteraze, numite PDE1 la PDE11 cu peste 100 de molecule diferite, având afinități diferite pentru adenozin monofosfat ciclic (AMPc) sau guanozină monofosfat ciclic (GMPc). 

## Inhibitori
Un inhibitor al fosfodiesterazei este o substanță care blochează acțiunea uneia sau mai multora dintre subtipurile de enzime ale fosfodiesterazei. 
Studiile acestor enzime au condus la dezvoltarea unor inhibitori selectivi, folosiți ca agenți terapeutici pentru afecțiuni canceroase, cardiovasculare, depresie, disfuncții erectile,  inflamatorii etc.
- Inhibitori PDE1: Vinpocetină, Nimodipină
- Inhibitori PDE2: EHNA (9-erythro-2-(hydroxy-3-nonyl) adenină
- Inhibitori PDE3: enoximonă și milrinonă, utilizate pentru tratamentul pe termen scurt al insuficienței cardiace. Aceste substanțe stimulează sistemul nervos ortosimpatic și crește debitul cardiac; cilostazol
- Inhibitori PDE4: mesembrină, este un alcaloid prezent în planta Sceletium tortuosum; Rolipram utilizat în cercetarea farmacologică; Apremilast
- Inhibitori PDE5: sildenafil, tadalafil, vardenafil și sulfoaildenafil, iar mai recent udenafil, mirodenafil și avanafil. Sunt utilizați în medicamentele pentru tratarea impotenței.
- Inhibitori PDE6: Dipiridamol
- Inhibitori PDE7:
- Inhibitori PDE8:
- Inhibitori PDE9:
- Inhibitori PDE10:
- Inhibitori PDE11:

Alți inhibitori precum cofeină, teofilină acționează asupra tuturor tipurilor de fosfodiesterază.